# Центральная библиотека (Калгари)
Центральная библиотека Калгари, также известная как Новая центральная библиотека Калгари (NCL), является публичной библиотекой в Калгари, Альберта, Канада, и крупнейшим филиалом системы публичных библиотек Калгари. Здание расположено в даунтауне Ист-Виллидж и было открыто 1 ноября 2018 года, заменив более раннее центральное отделение, построенное в 1960-х годах в центре Калгари.
Строительство четырёхэтажного здания обошлось примерно в 245 миллионов долларов и было спроектировано американо-норвежской архитектурной фирмой Snøhetta и канадской фирмой DIALOG после того, как совместная заявка двух фирм выиграла конкурс на проектирование в 2013 году. Их дизайн отличается овальной формой и интерьером с большим центральным атриумом со стеклянной крышей. Здание поднято на один этаж выше уровня улицы, чтобы разместить внизу легкорельсовую дорогу, а также общественное пространство.
Планирование строительства новой библиотеки началось в 2004 году и было завершено в 2011 году. Строительство началось в 2013 году с инкапсуляции существующего портала легкорельсового туннеля C-Train; наземное строительство самой библиотеки началось в сентябре 2015 года.

## Расположение
Центральная библиотека Калгари расположена на 3-й улице SE между 7-й и 9-й авеню в даунтауне Ист-Виллидж. Библиотека находится непосредственно к западу от Муниципального здания Калгари и соединённой с ним станции городской ратуши для C-Train. Центральная библиотека делит данный квартал с исторической гостиницей короля Эдуарда на юго-востоке.

## Планирование и финансирование
В 2004 году началось планирование строительства нового филиала Центральной библиотеки в центре Калгари взамен прежнего здания, которое использовалось с 1964 года. Город Калгари, работая с муниципальной земельной корпорацией Калгари, предложил участок рядом с муниципальным зданием Калгари в центральном районе Ист-Виллидж. Городской совет Калгари одобрил этот проект в 2011 году, выделив на его строительство 40 миллионов долларов. Среди других объектов, рассматривавшихся и впоследствии отвергнутых, были нынешняя Центральная библиотека в Даунтаун-Калгари, бывшая штаб-квартира Совета по образованию Калгари, Олимпик-плаза и бывший научный центр Telus World of Science в даунтауне Уэст-Энд.
Финансирование проекта Центральной библиотеки Калгари было заложено в бюджете в размере 245 миллионов долларов, из которых 175 миллионов долларов выделил город Калгари, 70 миллионов долларов — Муниципальная земельная корпорация Калгари, городской девелопер недвижимости. Самым крупным частным пожертвованием на этот проект через Фонд Публичной библиотеки Калгари стал взнос в размере 1,5 миллиона долларов от Nexen, базирующейся в Калгари нефтяной компании и дочерней компании китайской государственной CNOOC, за право присвоения названия высокотехнологичному учебному центру.

## Дизайн и удобства
Проект Центральной библиотеки Калгари был представлен публике в сентябре 2014 года архитекторами компании Snøhetta (известными своей Библиотекой Александрина) и DIALOG, которые выиграли конкурс дизайна в 2013 году. Всё здание имеет овальную форму и приподнято на один этаж над уровнем улицы, чтобы покрыть легкорельсовый туннель C-Train и открытую площадь, включённую с намерением соединить Ист-Виллидж Калгари с Даунтаун-Калгари. Вход обрамлён деревянными арками, вдохновленными формой арочных облаков, созданных ветрами Шинук в Альберте. Ландшафтный дизайн вокруг библиотеки и прилегающей площади состоит из террас, вдохновлённых предгорьями Канадских Скалистых гор.
Внешняя сторона Центральной библиотеки Калгари окружена текстурированным фасадом с полупрозрачными фриттованными стеклянными панелями, используемыми для защиты частных учебных помещений, и прозрачным стеклом, чтобы сделать общественные зоны видимыми снаружи.
Интерьер площадью 22 000 квадратных метров (240 000 квадратных футов) сосредоточен вокруг четырёхэтажного центрального атриума, увенчанного потолочным окном. На нижних этажах расположены конференц-залы библиотеки и центры активного отдыха, а на верхних — книжные стеллажи вместимостью 450 000 наименований и читальный зал. На уровне улицы, этажом ниже главного вестибюля, находится театр на 340 мест, конференц-залы и небольшое кафе.
Библиотека имеет несколько устойчивых конструктивных особенностей, таких как тройные стеклопакеты для экономии энергии на климат-контроле и отделка из материалов с низким содержанием летучих органических соединений.
Мэр Калгари Нахид Ненши назвал библиотеку «новой иконой для города» на публичном открытии окончательного проекта в 2014 году.
Паблик-арт для библиотеки был выбран в 2017 году, причём на паблик-арт был выделен один процент бюджета проекта.

## Строительство и открытие

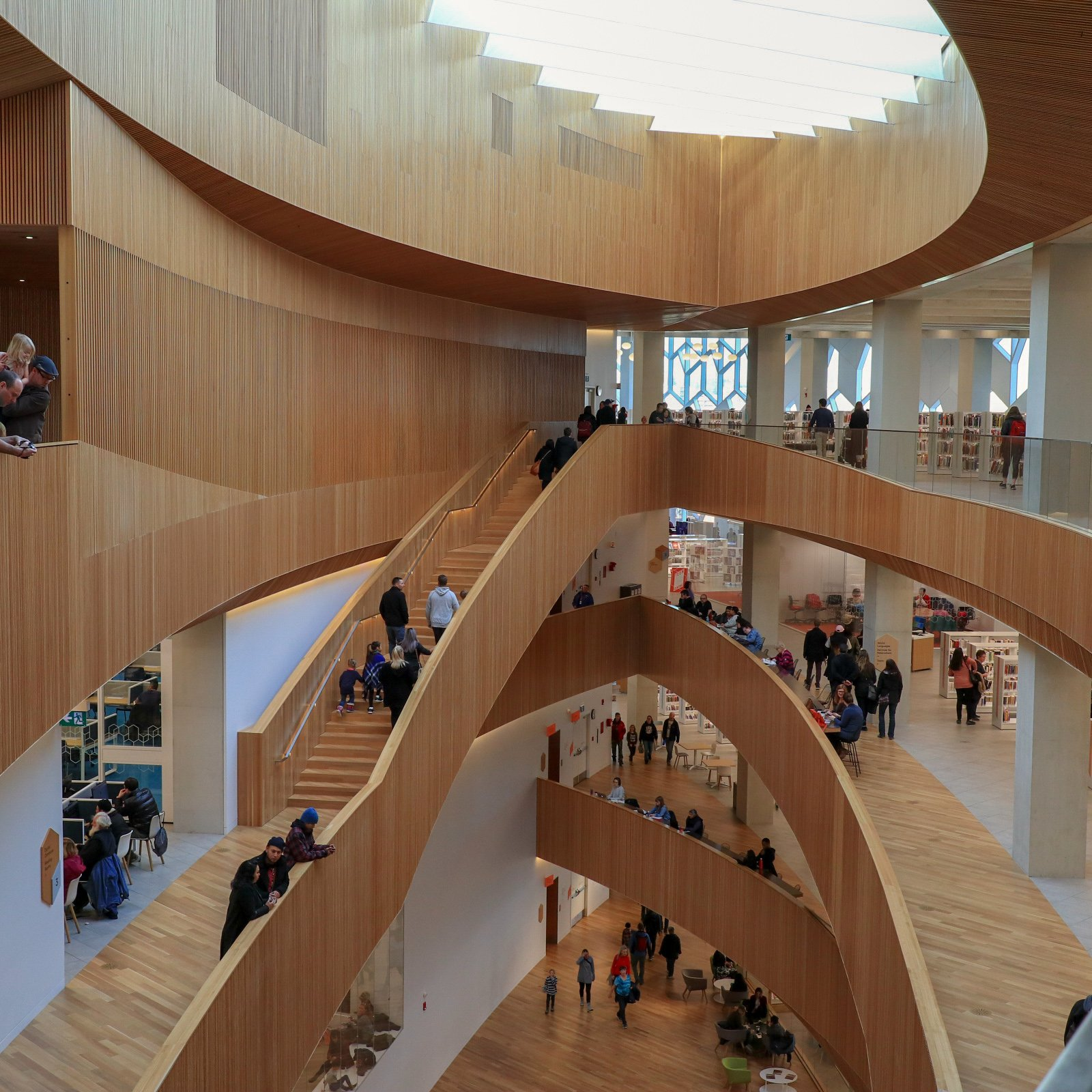
Интерьер Центральной библиотеки Калгари

Первым этапом строительства стала инкапсуляция за 25 миллионов долларов 135-метрового (443 фута) участка легкорельсового транспорта, используемого красной линией общественного транспорта Калгари, которая выходит из туннеля под этим участком. Инкапсуляция легкорельсового транспорта началась в мае 2014 года и была завершена в сентябре 2015 года, что позволило начать строительство наземной части Центральной библиотеки.
Центральная библиотека Калгари была открыта для публики 1 ноября 2018 года. После церемонии открытия в течение четырёх дней продолжались специальные публичные мероприятия, в общей сложности  новую центральную библиотеку посетили 52 000 человек. Библиотека была высоко оценена за её дизайн и потенциальное влияние на имидж Калгари на фоне запланированной заявки на проведение зимних Олимпийских игр 2026 года.

## Награды и признание
До завершения строительства Центральной библиотеки проект был включен в список двенадцати самых ожидаемых зданий журнала Architectural Digest в 2018 году. Проект получил архитектурную премию 2020 года от Американского института архитекторов, премию Американского института архитекторов Нью-Йорка за выдающийся архитектурный дизайн и Американской библиотечной ассоциации и Ассоциации библиотечного лидерства и управления 2019 AIA/ALA Library Building Award.
Общество экспериментального графического дизайна наградило Центральную библиотеку премией Global Design Merit Award 2019 за поиск путей, отметив простой и дружественный подход к цветам и формам, который предоставляет информацию посетителям. Центральная библиотека также получила премию Canadian Consulting Engineers Award of Excellence и CISC Alberta Steel Design Award for Building Communities, Премию Ассоциации консалтинговых инжиниринговых компаний 2019 CCE Award of Excellence, премию Canadian Architect Award of Merit и премию журнала Azure за лучшую канадскую архитектуру десятилетия.